# Tamaz Tsereteli
Tamaz Tsereteli, né le 30 avril 1999, est un coureur cycliste géorgien.

## Palmarès sur route

### Par année
- 2016
  - 3e du championnat de Géorgie du contre-la-montre juniors
  - 3e du championnat de Géorgie sur route juniors
- 2017
  -  Champion de Géorgie sur route juniors
- 2018
  -  Champion de Géorgie sur route
  -  Champion de Géorgie du contre-la-montre

### Classements mondiaux
| Année           | 2018 | 2019   |
| --------------- | ---- | ------ |
| UCI Europe Tour | 573e | 1 400e |

## Palmarès sur piste
- 2016
  -  Champion de Géorgie de poursuite juniors
  -  Champion de Géorgie de vitesse juniors
  -  Champion de Géorgie de la course aux points
  -  Champion de Géorgie du kilomètre juniors
  -  Champion de Géorgie du scratch juniors
- 2017
  -  Champion de Géorgie de poursuite juniors
  -  Champion de Géorgie du kilomètre juniors